# Nicole Fontaine

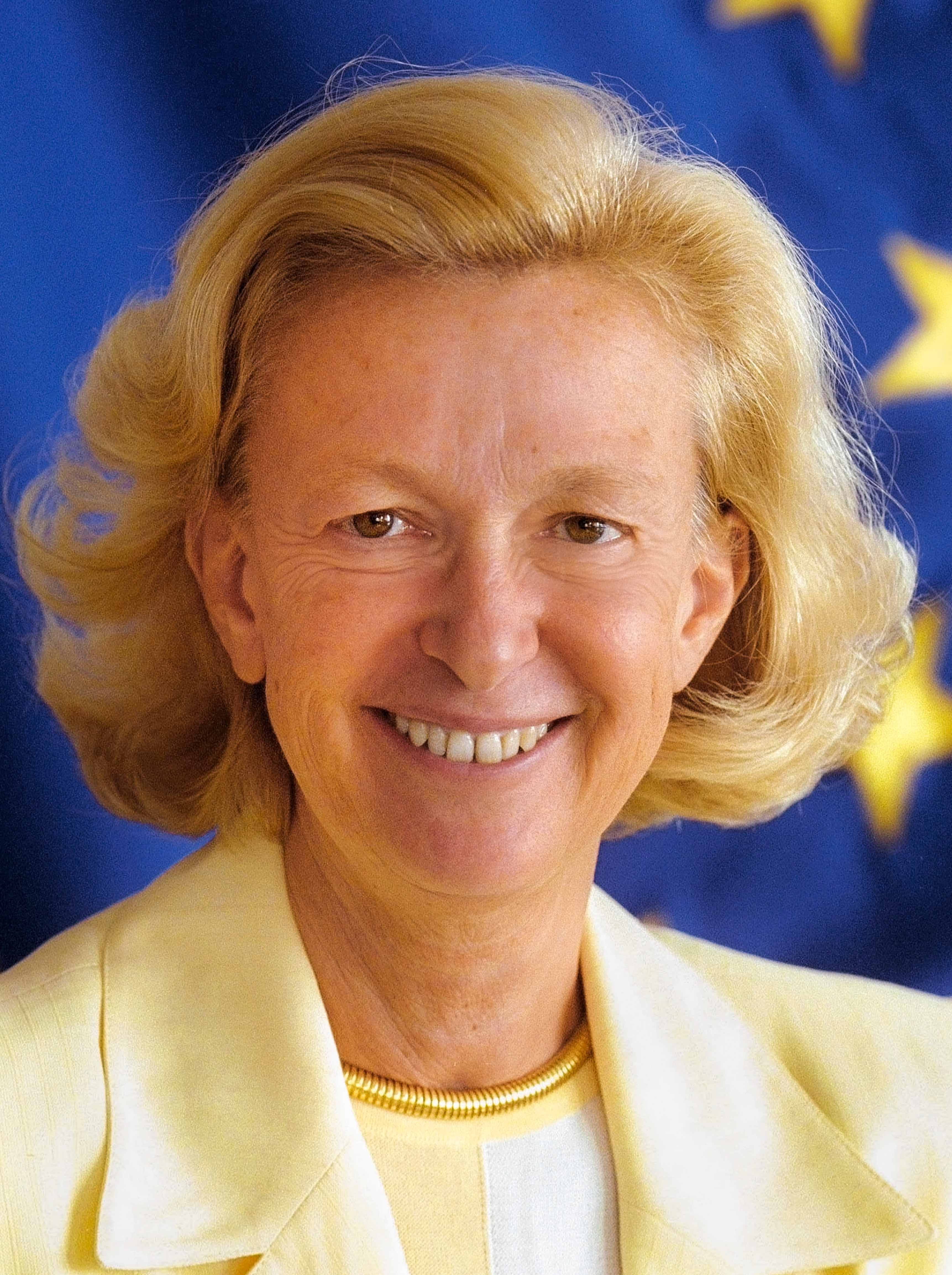
Nicole Fontaine (2002)

Nicole Claude Marie Fontaine (* 16. Januar 1942 in Grainville-Ymauville, Normandie als Nicole Claude Marie Garnier; † 17. Mai 2018 in Neuilly-sur-Seine) war eine französische Politikerin (UDF, UMP). Sie war 1984–2002 und 2004–2009 Mitglied des Europäischen Parlaments sowie von 1999 bis 2002 dessen Präsidentin.

## Leben
Nach ihrer Schulzeit in Le Havre studierte Fontaine Rechtswissenschaft an der Universität von Paris. Sie schloss das Studium 1962 mit dem Lizenziat ab. Zwei Jahre später erwarb sie das Diplom des Institut d’études politiques de Paris (Sciences Po). Fontaine promovierte 1969 im öffentlichen Recht mit einer Arbeit über die Beziehungen zwischen dem französischen Staat und dem privaten französischen Schulsektor.
Im Anschluss an ihr Studium unterrichtete Fontaine in den Jahren 1963 und 1964 an einer höheren Schule. Ebenfalls seit 1964 war sie mit Jean-René Fontaine verheiratet und hat mit ihm eine Tochter. Seit 1965 arbeitete Fontaine als Beraterin für Rechtsfragen im Generalsekretariat des katholischen Unterrichtswesens (Secrétariat Général de l'Enseignement Catholique). Dort brachte sie es bis zur stellvertretenden Generalsekretärin. Neben dieser Tätigkeit fungierte Fontaine zwischen 1972 und 1981 zudem als Mitglied des Obersten Rates für nationale Ausbildung. Erste politische Erfahrungen sammelte sie 1983, als die Regierung unter François Mitterrand plante, die Subventionierung der (überwiegend katholischen) Privatschulen einzustellen. Fontaine organisierte den Widerstand gegen dieses Vorhaben und stellte bei den Verhandlungen ihr politisches Talent unter Beweis.
Nicole Fontaine erhielt 1996 von der Anwaltskammer Hauts-de-Seine ihre Zulassung als Rechtsanwältin. Sie war in der Kanzlei Fontaine & Associés auf dem Gebiet des Europarechts tätig. Von 2004 bis 2006 war sie Präsidentin der Fondation Jean-et-Jeanne-Scelles, die sich für die Abschaffung von Prostitution einsetzt. Nach dem Ende ihrer politischen Karriere lehrte sie Europarecht und europäische Integration am Institut d’études politiques de Paris sowie als Inhaberin eines Jean-Monnet-Lehrstuhls an der Universität Nizza Sophia-Antipolis (bis 2014). Ab 2015 war sie Affiliate Professor an der ESCP Europe.

## Politik
Fontaine, die Mitglied der christdemokratischen Partei Centre des démocrates sociaux (CDS) und damit des bürgerlichen Parteienbündnisses UDF war, kandidierte zur Europawahl 1984 erfolgreich für einen Sitz im Europäischen Parlament. Dort saß sie in der christdemokratischen Fraktion der Europäischen Volkspartei (EVP), deren Vorstand sie ab 1987 angehörte. Zur Europawahl 1989 trat sie für die Liste Centre pour l’Europe an, in der sich die europäisch-föderalistischen Kräfte der UDF unter der ehemaligen EU-Parlamentspräsidentin Simone Veil versammelten. In dieser Legislaturperiode wurde Fontaine auf Vorschlag der EVP-Fraktion eine der Vizepräsidenten des Europäischen Parlamentes.
In diesem Amt erwarb sie sich allgemeine Anerkennung, sodass sie bei ihrer Wiederwahl 1994 von allen Vizepräsidenten die meisten Stimmen auf sich vereinigen konnte. Konsequenterweise wurde sie nun auch 1. Vizepräsidentin und damit Stellvertreterin des Präsidenten. In dieser Funktion konnte sie als Vorsitzende des Vermittlungsausschusses zwischen Parlament und Rat oft zu einer Kompromissfindung beitragen. Im Zuge von Parteienfusionen ging das CDS Ende 1995 in der Force démocrate und 1997 in der Nouvelle UDF auf.
Als 1999 bei den Europawahlen die Parteien der Europäischen Volkspartei (EVP) die relative Mehrheit der Mandate erringen konnten und zum ersten Mal bei Direktwahlen stärkste Fraktion wurde, kandidierte Fontaine als Parlamentspräsidentin. Mit 306 von 555 gültigen Stimmen setzte sie sich gegen den portugiesischen Sozialisten Mário Soares (200 Stimmen) und die finnische Grünen-Abgeordnete Heidi Hautala (40 Stimmen) durch. Entsprechend einem mit der liberalen Fraktion geschlossenen Abkommen wurde Fontaine im Januar 2002 durch den irischen Abgeordneten Pat Cox als Parlamentspräsidentin abgelöst.
Im Zuge der französischen Präsidentschaftswahl im Mai 2002 wechselte Fontaine, wie viele UDF-Mitglieder, zur neuen Mitte-rechts-Sammelpartei Union pour un mouvement populaire (UMP) des wiedergewählten Staatspräsidenten Jacques Chirac. Nach dem Erfolg der UMP bei den französischen Parlamentswahlen im Juni 2002 berief Premierminister Jean-Pierre Raffarin Fontaine als beigeordnete Ministerin für Industrie im Ministerium für Wirtschaft, Finanzen und Industrie in die Regierung, der sie bis 2004 angehörte.
Von 2004 bis 2009 gehörte sie wieder dem Europäischen Parlament an. In dieser Legislaturperiode war sie stellvertretende Vorsitzende der Delegation für die Beziehungen zu Afghanistan und Mitglied der Ausschüsse für Industrie, Forschung und Energie sowie für die Rechte der Frau und die Gleichstellung der Geschlechter.

## Auszeichnungen
- 1995: Großes Silbernes Ehrenzeichen am Bande für Verdienste um die Republik Österreich[5]
- 1999: Internationaler Sonderpreis der Jury im Rahmen des Premio Alghero Donna[6]
- 2002: Großkreuz des Ordens de Isabel la Católica
- 2009: Komtur des Französischen Nationalverdienstordens (Ordre national du Mérite)
- 2014: Ritter der Ehrenlegion